# Шалкар (Карагандинская область)
Шалка́р (каз. Шалқар, ранее — Побе́да) — село в Бухар-Жырауском районе Карагандинской области Казахстана, входит в состав Бухар-Жырауского сельского округа. 

## География
Населённый пункт расположен на востоке района, на берегу озера Шалкарколь, в 9,6 километрах (по автодороге) к востоку от административного центра сельского округа села Бухар-Жырау, в 92 километрах к востоку от районного центра посёлка Ботакара и в 153 километрах к северо-востоку от областного центра города Караганда. Соседние населённые пункты: Бухар-Жырау в 7,9 километрах к западу, Семизбуга в 8 километрах к юго-западу. Транспортное сообщение осуществляется автомобильной дорогой областного значения КМ-11 «Шешенкара—Белагаш—Керней—Семизбуга км 0-80», с выходом на автодорогу республиканского значения KАZ20 (Р-27) «Калкаман—Баянаул–Умуткер–Ботакара» в сторону Кернея и KАZ15 (Р-20) «Караганда—Аягоз—Тарбагатай—Бугаз» в сторону Шешенкара. Абсолютная высота центра населённого пункта — 683 метров над уровнем моря. 

## Население
| Численность населения | Численность населения | Численность населения | Численность населения |
| 1989                  | 1999                  | 2009                  | 2021                  |
| --------------------- | --------------------- | --------------------- | --------------------- |
| 505                   | ↘319                  | ↘197                  | ↘126                  |

национальный состав
Процентное соотношение численно-преобладающих национальностей села согласно переписи населения 1989 года:
| Национальность | Процентное соотношение |
| -------------- | ---------------------- |
| казахи         | 73 %                   |
| другие         | 27 %                   |